# Plecoptera major
Plecoptera major is een vlinder uit de familie spinneruilen (Erebidae). De wetenschappelijke naam is voor het eerst geldig gepubliceerd in 1894 door Holland.
De soort komt voor in tropisch Afrika.